# Cour d'appel fédérale
La Cour d'appel fédérale (en anglais : Federal Court of Appeal) est une cour canadienne responsable d'entre les appels des décisions de la Cour fédérale, de la Cour canadienne de l'impôt et de plusieurs tribunaux administratifs canadiens. Elle est créée en 2003 après que les deux divisions de la Cour fédérale du Canada (la Section de première instance et la Section d'appel) aient été divisées en deux cours distinctes : la Cour fédérale et la Cour d'appel fédérale.
Son siège est situé à Ottawa, la capitale du Canada, bien qu'elle entende des litiges dans dix-huit villes réparties dans tout le pays. Il s'agit d'un tribunal bilingue et bijuridique.
La compétence de la cour couvre plusieurs domaines de droit spécialisés, notamment le droit fiscal, le droit maritime, le droit de l'immigration, le droit des autochtones, le droit carcéral, le droit aéronautique, le droit social, le droit de la propriété intellectuelle et le droit de la sécurité nationale.